# John Grimek
John Carroll Grimek (né le 17 juin 1910 à Perth Amboy, dans le New Jersey – mort le 20 novembre 1998 à York, en Pennsylvanie) est un culturiste et haltérophile américain, actif dans les années 1930 et 1940, et surnommé tout au long de sa carrière The Monarch of Muscledom (« Le Monarque de Muscledom ») et The Glow (« L'Éclat »).

## Biographie
Grimek est né à Perth Amboy, dans le New Jersey. Ses parents, George et Maria Grimek, étaient des paysans originaires d'un village de l'ouest de la Slovaquie, Ústie nad Oravou, qui ont immigré aux États-Unis.
En plus de ses exploits en culturisme, Grimek a également représenté les États-unis en l'haltérophilie aux Jeux olympiques de 1936 à Berlin.
En 1948, à 38 ans, Grimek réussit à battre Steve Reeves aux Championnats Univers de la NABBA à Londres.
L'année suivante, il remporte son dernier concours, Mr États-Unis AAU, face à un plateau  qui comprend Steve Reeves, Clarence Ross, George Eiferman et Armand Tanny. Il prend sa retraite du culturisme invaincu.
John Grimek a été la vedette de nombreux articles de journaux et de magazines. Même après son départ à la retraite, Grimek a poursuivi un entraînement sérieux, et à la fin des années 1960, il était encore capable d'effectuer des squats avec plus de 180 kg. Il est décédé le 20 novembre 1998 à York, en Pennsylvanie, à l'âge de 88 ans. Il a été intronisé au panthéon de l'IFBB Hall of Fame en 1999.

## Titres
- 1939 - Homme Parfait de York
- 1940 - M. Amérique
- 1941 - M. Amérique
- 1946 - L'Homme le Plus Musclé d'Amérique

La silhouette qui apparaît sur le logo de la National Amateur Body-Builders' Association (NABBA) est celle de John Grimek, Mr. Univers 1948.

- 1948 - Mr. Univers (catégories "Court" et "Global")
- 1949 - M. États-Unis

## Profil
Les mesures suivantes sont celles de 1940/1941 :
- Taille : 174 cm
- Poids : 88,5 kg
- Tour du cou : 43,20 cm
- Tour de bras : 44,45 cm
- Tour d'avant-bras : 35,56 cm
- Tour de poitrine : 120 cm
- Tour de taille : 78,5 cm
- Tour de cuisse : 63,5 cm
- Tour de mollet : 43,20 cm
- Tour de poignet : 20 cm
- Tour de cheville : 25 cm